# 上野大樹 (シンガーソングライター)
上野 大樹（うえの だいき、1996年9月21日 - ）は、日本のシンガーソングライター。山口県宇部市出身。

## 来歴
1996年、山口県宇部市生まれ。
2005年、小学4年生、サッカーを始めU-14では西日本選抜まで選ばれるも、怪我と病気で高校1年生の頃に辞める。それがきっかけで家に引き籠ることが増え、兄のギターを手に取ったことから音楽を始める。
2014年、高校3年生、初めて人前で歌ったオーディションライブ・YAMAHA「MUSIC REVOLUTION」でオリジナル4曲を歌いグランプリを獲得。
2015年、大学進学を機に上京し本格的に音楽活動を始める。
RO69JACK 2015 for COUNTDOWN JAPANで入賞。
弾き語り中心の楽曲から、2019年頃にサウンドプロデューサー・村田昭とレコーディングエンジニア・山田晋平とのチームでの楽曲制作に移行している。
2020年12月2日、上野大樹オフィシャルサイトがオープン。
2021年、新人アーティスト応援企画「STARTERS MATCH」で1位に選出。
2022年11月5日、2023年春にavex内cutting edgeよりメジャーデビューすることが発表される。
2023年4月5日、メジャーデビュー1st アルバム「新緑」をリリース。メジャーデビュー記念LIVE東京公演開催。
2023年4月10日、「て」MVのYouTube再生回数が400万回を超える。
2023年6月13日、「ラブソング【official audio】」のYouTube再生回数が400万回を超える。
2023年9月21日、上野大樹オフィシャルファンクラブ開設
2023年10月8日、上野大樹オフィシャルファンクラブ名「up_road」に決定
2024年6月14日、「ラブソング【official audio】」のYouTube再生回数が500万回を超える。

## ディスコグラフィ

### 配信シングル
| #                | 発売日           | タイトル         | 規格                   | 収録アルバム     | 備考 |
| formusic records | formusic records | formusic records | formusic records       | formusic records | formusic records |
| ---------------- | ---------------- | ---------------- | ---------------------- | ---------------- | --- |
| 1st              | 2019年10月30日   | 青               | デジタル・ダウンロード |                  | 公式HPのディスコグラフィには掲載されていない。                                                                                |
| 2nd              | 2020年3月25日    | 夕べの光         | デジタル・ダウンロード |                  | |
| 3rd              | 2020年3月25日    | おぼせ           | デジタル・ダウンロード |                  | ジャケット写真は「夕べの光」と同一のものが使用されている。                                                                    |
| 4th              | 2020年6月24日    | 勿忘雨           | デジタル・ダウンロード |                  | |
| 5th              | 2020年9月2日     | 東京             | デジタル・ダウンロード | 瀬と瀬           | |
| 6th              | 2020年10月7日    | 夕凪             | デジタル・ダウンロード | 瀬と瀬           | |
| 7th              | 2020年11月4日    | 暮らし           | デジタル・ダウンロード | 瀬と瀬           | |
| 8th              | 2021年2月14日    | ラブソング       | デジタル・ダウンロード |                  | |
| 9th              | 2021年5月9日     | MOTHER           | デジタル・ダウンロード |                  | |
| 10th             | 2021年7月4日     | 楕円になる       | デジタル・ダウンロード |                  | 「勿忘雨」のアフターストーリー。                                                                                              |
| 11th             | 2021年9月22日    | 海の目           | デジタル・ダウンロード |                  | |
| 12th             | 2021年10月20日   | NAVY             | デジタル・ダウンロード |                  | |
| 13th             | 2021年11月17日   | リジー           | デジタル・ダウンロード | 帆がた           | |
| 14th             | 2022年4月9日     | 面影             | デジタル・ダウンロード |                  | |
| 15th             | 2022年6月29日    | きみと雨         | デジタル・ダウンロード |                  | 「勿忘雨」、「楕円になる」に次ぐ雨シリーズ第3弾楽曲。                                                                         |
| 16th             | 2022年11月2日    | 愛のまま         | デジタル・ダウンロード |                  | |
| cutting edge     |                  |                  |                        |                  | |
| 17th             | 2023年3月8日     | ざわめき         | デジタル・ダウンロード | 新緑             | メジャーデビュー1stアルバム『新緑』からの先行シングル 2023年3月2日、J-WAVE『SONAR MUSIC』にて初オンエア                       |
| 18th             | 2023年3月22日    | 新緑             | デジタル・ダウンロード | 新緑             | 2023年2月22日 TikTok先行配信 2023年3月13日 FM802『TACTY IN THE MORNING』にてフル初オンエア                                    |
| 19th             | 2023年6月3日     | 素顔             | デジタル・ダウンロード |                  | 2023年5月31日、TOKYO FM『SCHOOL OF LOCK!』にて初オンエア                                                                      |
| 20th             | 2023年11月8日    | 際会と鍵         | デジタル・ダウンロード |                  | |
| 21st             | 2024年4月15日    | 縫い目           | デジタル・ダウンロード |                  | オリコン週間 デジタルシングル(単曲)ランキング 最高22位 (2024/7/8付) ビルボードジャパン Download Songs 最高21位 (2024/7/3発表) |
| 22nd             | 2024年8月14日    | 此れからの未来   | デジタル・ダウンロード |                  | |

### 参加作品
※：配信のみ
| 発売日        | 曲名                      | 収録作品                                                                                                 |
| ------------- | ------------------------- | --- |
| 2016年7月6日  | 僕と太陽                  | Various Artists『JACKMAN RECORDS COMPILATION ALBUM vol.14 -赤盤- 『RO69JACK 2015 for COUNTDOWN JAPAN』』 |
| 2022年3月31日 | 心躍らせて feat. 上野大樹 | s**t kingz「心躍らせて feat. 上野大樹」※                                                                 |
| 2022年11月2日 | 心躍らせて feat. 上野大樹 | s**t kingz『HELLO ROOMIES!!! SOUND TRACK』                                                               |
| 2023年11月8日 | まほろば feat. 上野大樹   | tama「まほろば feat. 上野大樹」※                                                                         |

### 楽曲提供
※：配信のみ
| 発売日        | 曲名                                | 提供                                        | 収録作品                                       |
| ------------- | ----------------------------------- | ------------------------------------------- | ---------------------------------------------- |
| 2022年4月1日  | 遠路                                | 作詞・作曲                                  | 伴都美子「遠路」※                              |
| 2022年4月29日 | 邂逅                                | 作詞・作曲                                  | 久保あおい「邂逅」※                            |
| 2022年6月17日 | まだ会えてないのに (Prod. 上野大樹) | 作詞（みさきとの共作）・ 作曲・プロデュース | みさき「まだ会えてないのに (Prod. 上野大樹)」※ |
| 2022年9月14日 | まだ会えてないのに (Prod. 上野大樹) | 作詞（みさきとの共作）・ 作曲・プロデュース | みさき『たんぽぽ』                             |
| 2022年8月6日  | 片っぽの心 (prod. 上野大樹)         | 作詞・作曲・プロデュース                    | 久保あおい「片っぽの心 (prod. 上野大樹)」※     |
| 2023年3月15日 | Love Myself                         | 作詞                                        | TAEKO「Love Myself」※                          |
| 2024年1月29日 | Voyage                              | 作詞・作曲                                  | SANTA「Voyage」※                               |
| 2024年5月20日 | Voyage                              | 作詞・作曲                                  | SANTA『Prologue』※                             |
| 2024年1月29日 | ふたりの世界                        | 作詞・作曲                                  | SANTA「Voyage」※                               |
| 2024年5月20日 | ふたりの世界                        | 作詞・作曲                                  | SANTA『Prologue』※                             |
| 2024年11月6日 | うまく言えずにごめんね              | 作詞・作曲                                  | 東方神起『ZONE』                               |

### 未発売曲
| 曲名         | 備考                                                                                                   |
| ------------ | --- |
| 窓           | JASRAC作品コード：253-1039-9                                                                           |
| 黎明         | JASRAC作品コード：258-3319-7                                                                           |
| ライクユー   | JASRAC作品コード：282-3365-4                                                                           |
| 永遠の月     | JASRAC作品コード：282-6629-3                                                                           |
| 各駅         | JASRAC作品コード：282-6890-3                                                                           |
| 水際         | JASRAC作品コード：750-4005-1                                                                           |
| 煙           | Eggsにて楽曲公開（試聴可）。 「iTE」は2017年に配信リリースされていたが、2014年現在は配信されていない。 |
| 夏の終わりに | Eggsにて楽曲公開（試聴可）。 「iTE」は2017年に配信リリースされていたが、2014年現在は配信されていない。 |
| iTE          | Eggsにて楽曲公開（試聴可）。 「iTE」は2017年に配信リリースされていたが、2014年現在は配信されていない。 |
| 約束しないか | 公式YouTubeチャンネルにてデモ音源公開。                                                                |

## タイアップ
| 起用年 | タイトル       | タイアップ                                                                       |
| ------ | -------------- | -------------------------------------------------------------------------------- |
| 2022   | 面影           | BSテレ東・テレビ大阪 真夜中ドラマ『今夜はコの字で Season2』主題歌                |
| 2022   | きみと雨       | BS松竹東急 月曜ドラマ『シネコンへ行こう!』主題歌                                 |
| 2023   | 新緑           | スイス プチ・パレ美術館展 北九州会場 公式イメージソング                          |
| 2023   | 遠い国         | BS-TBS 木曜ドラマ23『僕らの食卓』エンディング主題歌                              |
| 2023   | ざわめき       | BSテレ東・テレビ大阪・テレビ東京 真夜中ドラマ『婚活食堂』主題歌                  |
| 2023   | ざわめき       | テレビ東京『ミュージックブレイク ー TOKYO CALLING TV ー』エンディングテーマ      |
| 2023   | 予感           | 朝日放送テレビ『部活ピーポー全力応援!ブカピ!』2023年4月-6月度エンディング        |
| 2023   | 素顔           | 東海テレビ・フジテレビ系 土ドラ『テイオーの長い休日』主題歌                      |
| 2023   | 夏風を待って   | 山口放送『高校野球中継』イメージソング                                           |
| 2023   | 際会と鍵       | フジテレビ系『めざまし8』2023年12月・2024年1月エンディングソング                 |
| 2024   | 夏風を待って   | BS松竹東急（BS260ch）『カモン!ヴェルディ!!』エンディングテーマ                   |
| 2024   | 縫い目         | カンテレ・フジテレビ系 月10ドラマ『アンメット ある脳外科医の日記』オープニング曲 |
| 2024   | 此れからの未来 | フジテレビ系情報番組『Mr.サンデー』エンディングテーマ（2024年4月7日～）          |
| 2024   | 景色           | 大塚製薬「カロリーメイト」WEB動画「TeamMate お前がいなければ、」テーマソング     |
| 2025   | あおぞら       | NHK総合 夜ドラ『あおぞらビール』主題歌                                           |

## 動画

### ミュージックビデオ
| 公開日         | タイトル                                   | リンク      | 備考 |
| -------------- | ------------------------------------------ | ----------- | --- |
| 2019年11月20日 | 青 official musicvideo                     | [ 動画 1 ]  | 監督：鈴木友唯                                                                                               |
| 2020年9月6日   | 東京【Official Video】                     | [ 動画 2 ]  | |
| 2020年12月5日  | アスヒ【Official Video】                   | [ 動画 3 ]  | 監督：長島宏晃 出演：荒川楓、Nene                                                                            |
| 2021年12月4日  | 波に木【Official Video】                   | [ 動画 4 ]  | 監督：WHYTE 出演：相原一心                                                                                   |
| 2021年12月15日 | 揺れる【Official Video】                   | [ 動画 5 ]  | 監督：WHYTE                                                                                                  |
| 2021年12月18日 | フィルム【Official Video】                 | [ 動画 6 ]  | |
| 2022年3月31日  | 心躍らせて feat. 上野大樹 / s**t kingz     | [ 動画 7 ]  | 監督：針生悠伺 出演：阿部純子                                                                                |
| 2022年5月8日   | 航る【Official Video】東放学園映画専門学校 | [ 動画 8 ]  | 監督：中村小百合、大貫裕也 助監督：渡辺凌也、牧本百々華 企画・制作：東放学園映画専門学校プロモーション映像科 |
| 2022年5月14日  | 面影【Official Video】                     | [ 動画 9 ]  | 監督：WHYTE 出演：宮脇詩音                                                                                   |
| 2022年6月29日  | きみと雨【Official Music Video】           | [ 動画 10 ] | 監督：鈴木友唯                                                                                               |
| 2022年11月2日  | 愛のまま【Official Music Video】           | [ 動画 11 ] | 監督：山下皇介 出演：虎豆                                                                                    |
| 2023年3月8日   | ざわめき Music Video                       | [ 動画 12 ] | 監督：ねる屋。 出演：MOKA、工藤景、安部伊織、高笠原さや                                                      |
| 2023年4月1日   | 新緑 Music Video                           | [ 動画 13 ] | 監督：田辺秀伸 MTV BUZZ CLIP 4月後期（16日～30日)                                                            |
| 2023年11月8日  | 際会と鍵 Music Video                       | [ 動画 14 ] | 出演：飯嶋優馨、田中詩乃、本多天佑                                                                           |
| 2023年11月8日  | まほろば Music Video / tama with 上野大樹  | [ 動画 15 ] | イラスト：ミズク                                                                                             |
| 2024年4月22日  | 縫い目 Music Video                         | [ 動画 16 ] | 監督：三小田まゆみ 出演：翔野葵                                                                              |
| 2024年8月14日  | 此れからの未来 Music Video                 | [ 動画 17 ] | |
| 2024年10月16日 | 光り Music Video                           | [ 動画 18 ] | 監督：永田拓也 出演：小関裕太                                                                                |
| 2025年6月18日  | あおぞら Music Video                       | [ 動画 19 ] | 監督：沖 鷹信 出演：窪塚愛流                                                                                 |

### オーディオビデオ
| 公開日         | タイトル                           | リンク      |
| -------------- | ---------------------------------- | ----------- |
| 2018年1月23日  | 水際 home rec                      | [ 動画 20 ] |
| 2020年3月7日   | ラブソング homerec                 | [ 動画 21 ] |
| 2020年3月11日  | 永遠の月                           | [ 動画 22 ] |
| 2020年4月25日  | 白花(Shirahana)                    | [ 動画 23 ] |
| 2020年5月26日  | て                                 | [ 動画 24 ] |
| 2020年7月3日   | 勿忘雨【Official audio】           | [ 動画 25 ] |
| 2020年8月20日  | おぼせ【Official audio】           | [ 動画 26 ] |
| 2020年8月30日  | あの頃から                         | [ 動画 27 ] |
| 2020年9月21日  | 水際 2020ver homerec               | [ 動画 28 ] |
| 2020年10月11日 | 夕凪【Official audio】             | [ 動画 29 ] |
| 2020年11月7日  | 暮らし【Official audio】           | [ 動画 30 ] |
| 2020年12月1日  | アスヒ                             | [ 動画 31 ] |
| 2020年12月1日  | 線に沿って                         | [ 動画 32 ] |
| 2020年12月30日 | 同じ月を見ている【official audio】 | [ 動画 33 ] |
| 2021年2月20日  | ラブソング【official audio】       | [ 動画 34 ] |
| 2021年3月10日  | おぼせ 2021ver homerec             | [ 動画 35 ] |
| 2021年5月9日   | MOTHER【Official audio】           | [ 動画 36 ] |
| 2021年7月3日   | 楕円になる【Official audio】       | [ 動画 37 ] |
| 2021年9月12日  | 夕べの光【Official audio】         | [ 動画 38 ] |
| 2021年9月21日  | 海の目【Official Video】           | [ 動画 39 ] |
| 2021年10月20日 | NAVY【Official audio】             | [ 動画 40 ] |
| 2022年7月23日  | ライクユー                         | [ 動画 41 ] |
| 2023年6月3日   | 素顔【Official audio】             | [ 動画 42 ] |
| 2023年9月20日  | 러브송 (ラブソング韓国語ver)       | [ 動画 43 ] |
| 2023年9月24日  | 約束しないか DEMO                  | [ 動画 44 ] |

### ライブ映像
| 公開日         | タイトル                                                                | リンク      |
| -------------- | ----------------------------------------------------------------------- | ----------- |
| 2022年3月4日   | 青【上野大樹 単独公演「寄る辺」渋谷WWW 2021.12.16(木)】                 | [ 動画 45 ] |
| 2022年6月3日   | て・ラブソング【BOOM BOOM BOOM LIVE vol.3】                             | [ 動画 46 ] |
| 2023年4月13日  | 「新緑」from メジャーデビュー記念LIVE【東京公演】                       | [ 動画 47 ] |
| 2023年12月23日 | 「ざわめき」from メジャーデビュー記念LIVE【東京公演】                   | [ 動画 48 ] |
| 2024年4月5日   | 「新緑」from 喝采 -kassai- ツアー【東京公演/恵比寿 ザ・ガーデンホール】 | [ 動画 49 ] |
| 2024年6月24日  | 縫い目 Studio Live                                                      | [ 動画 50 ] |

### 企画
| 公開日        | タイトル                                                                 | リンク      | 備考           |
| ------------- | ------------------------------------------------------------------------ | ----------- | -------------- |
| 2022年4月22日 | 「面影」(blackboard version)                                             | [ 動画 51 ] |                |
| 2024年6月20日 | カロリーメイト web movie \|「TeamMate お前がいなければ、」篇 (Full Ver.) | [ 動画 52 ] | 「景色」を使用 |

### その他
※ティザー・トレーラー映像など
| 公開日         | タイトル                                                         | リンク      | 備考      |
| -------------- | ---------------------------------------------------------------- | ----------- | --------- |
| 2020年11月30日 | 瀬と瀬 全曲Trailer                                               | [ 動画 53 ] |           |
| 2022年7月4日   | 月曜ドラマ『シネコンへ行こう！』ドラマ版 きみと雨 ティーザー映像 | [ 動画 54 ] |           |
| 2023年4月5日   | メジャーデビュー1st ALBUM 『新緑』トレーラー                     | [ 動画 55 ] |           |
| 2023年7月30日  | 上野大樹 単独公演『0921/逢着』                                   | [ 動画 56 ] | BGM：新緑 |
| 2024年10月4日  | 配信EP『光り』DIGEST MOVIE                                       | [ 動画 57 ] |           |

## ライブ

### ゲスト出演
| 公演年 | 日程    | 公演名                                                                   | 会場          | 備考     |
| ------ | ------- | ------------------------------------------------------------------------ | ------------- | -------- |
| 2021年 | 5月30日 | 2021 PERIDOTS “P7” LIVE 「ALONG RING ROUTE 7」                           | 新代田FEVER   | O.A.出演 |
| 2022年 | 9月16日 | 声にならないよ 1st mini album『あなたのそのままを愛させて』release event | 福島 2nd LINE |          |
| 2025年 | 5月24日 | 手がクリームパン 2nd Oneman Live『steps』                                | 渋谷WWW X     |          |

## 出演

### テレビ
| 放送日 | 放送日  | タイトル                 | 放送局                       | 歌唱曲 / 備考    |
| 年     | 月日    | タイトル                 | 放送局                       | 歌唱曲 / 備考    |
| ------ | ------- | ------------------------ | ---------------------------- | ---------------- |
| 2021年 | 8月4日  | ZOOM UP!                 | MUSIC ON! TV                 |                  |
| 2022年 | 5月30日 | プレミアMelodiX!         | テレビ東京系列               |                  |
| 2022年 | 6月13日 | KURUNE -next music live- | BSJapanext                   |                  |
| 2022年 | 7月17日 | ニッポン〆めし図鑑       | 北海道放送/TBS系列全国ネット | インタビュー出演 |
| 2025年 | 6月24日 | PLAYLIST                 | TBS                          | 「あおぞら」     |

### レギュラーラジオ
- 上野大樹の“僕と神戸”（Kiss FM KOBE『Kiss Music Presenter FRIDAY』内、2022年12月9日 - 30日）
- 上野大樹のkamatte-RADIOｰ（FC限定）、2023年10月7日 21:00-、2023年11月8日 22:00-